# 国王陛下 (オブジェ)
『国王陛下』（こくおうへいか、英: His Majesty the King）はジョアン・ミロが1974年に制作し、バルセロナのミロ美術館が所蔵するオブジェ。

## 来歴
1975年にフランコが没した後、スペインが民主化へと転換する様をミロは目の当たりにした。1979年、ミロはバルセロナ大学から名誉学位を贈られた際の講演で、芸術家の市民的責務について次のように述べた。「芸術家とは人々が沈黙しているなかで自ら声を上げるものだと思います。そしてそのメッセージも、無益なものでなく、人々に役立つ何かでなければいけません。」

## 解説
『国王陛下』は、『女王陛下』『王太子殿下』と共にオブジェの連作になっている。これはミロがよくやったように、普段拾い集めた品々を組み合わせて制作されている。オブジェを構成する部品がありふれている点は、作品名の高貴さと事実上矛盾する。
ジョアン・ミロの創作活動と芸術表現は、彼の身体的・社会的体験と密接に関係している。片田舎のありふれた単純な品々も、ミロにとっては想像力の源となり、普遍性を持った作品になる。拾った品々、農村生活の伝統的な品々がオブジェへと姿を変えるのである。ミロによるその品々の選択は美学的ではないかもしれないが、その組み合わせには生命力が感じられる。
We have to stick to the land has been hearing the cry of the earth [...]. Tarragona, Mallorca and Palma Montroig [...]. When I weighed very Mont-Roig. Mallorca is poetry, light [...]. And Catalonia [...]; Auxois is mental strength. Face! The strength plastic. —Eisner、The Calling of the earth, page 18 

## 2011年の展示
2011年10月に開催された展覧会『ジョアン・ミロ：脱出の梯子』で展示された。

## 関連文献
- Clavero, Jordi.J (2010). Fundació Joan Miró. Foundation's Guide. Barcelona: Polígrafa. ISBN 978-84-343-1242-5
- Malet, Rosa Maria (1988). Works by Joan Miró. New York: Foundation. pp. p.452
- Miro, Emilio Fernandez; Pilar Ortega Chapel (2006). Joan Miro. Sculptures. Catalogue raisonné.. Paris: Daniel Lelong-Succession Miró. pp. p.292. ISBN 2-86882-074-3
- Clavero, George J. (1993). Joan Miro. The root and place. New York: Government of Catalonia. ISBN 84-393-2527-4
- Raillard, George (1978). Conversations with Miro. New York: Granica Editor. ISBN 84-7432-036-4